# Чистопольський район (Кокшетауська область)
Чистопо́льський район — адміністративна одиниця другого порядку, що існувала в 1955—1997 роках у складі Казахстану.

## Історія
Чистопольський район з центром у селі Чистопольє був утворений 22 жовтня 1955 року у складі Кокчетавської області з частин Арик-Балицького та Рузаєвського районів.
2 травня 1997 року район був ліквідований, територія увійшла до складу Куйбишевського району.